# Condado de Erie (Pensilvânia)
O Condado de Erie é um dos 67 condados do Estado americano da Pensilvânia. A sede do condado é Erie, que é também a sua maior cidade. O condado tem uma área de 4036 km²(dos quais 1959 km² estão cobertos por água, em especial o lago Erie), uma população de 280 566 habitantes, e uma densidade populacional de 135 hab/km² (segundo o censo nacional de 2010). O condado foi fundado em 18 de abril de 1843.
Inclui uma irregularidade nas fronteiras entre estados dos Estados Unidos, o chamado triângulo de Erie, que permite à Pensilvânia o acesso ao lago Erie

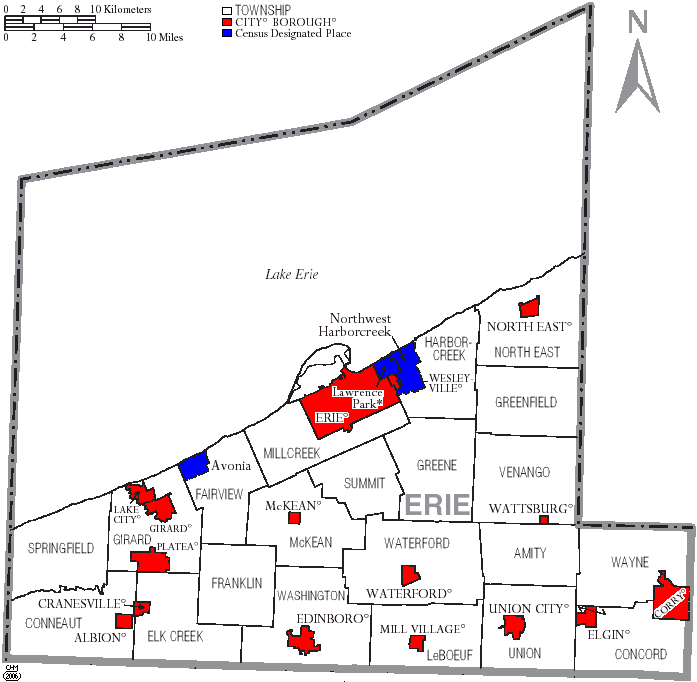
Mapa do condado de Erie, Pensilvânia